# Abingdon (Virginia)
Abingdon es una localidad situada en el estado de Virginia, en Estados Unidos. Pertenece al condado de Washington. En el año 2000 tenía 7780 habitantes en una superficie de 21,6 km², con una densidad poblacional de 360,2 personas por km².

## Geografía
Según la Oficina del Censo, la ciudad tiene un área total de 21,6 km² (8,3 sq mi), de la cual toda es tierra.

## Demografía
Según la Oficina del Censo en 2000, los ingresos medios por hogar en la localidad eran de $ 30 976, y los ingresos medios por familia eran $ 46 106. Los hombres tenían unos ingresos medios de $ 32 005 frente a los $ 22 844 para las mujeres. La renta per cápita para la localidad era de $ 22 486. Alrededor del 7,3% de las familias y el 10,1% de la población estaban por debajo del umbral de pobreza.